# أليساندرو نانيني
أليساندرو نانيني (بالإيطالية: Alessandro Nannini)‏ مواليد 7 يوليو 1959، هو سائق فورملا 1 إيطالي سابق كان قد بدأ مسيرته الاحترافية سنة 1986. كان أول سباق له هو جائزة البرازيلي الكبرى 1986، حقق أول فوز له في جائزة اليابان الكبرى 1989. خاض خلال مسيرته 78 سباقاً، فاز في 1 منها.

## سباقات شارك فيها
- لو مان 24 ساعة
- بطولة العالم للسيارات الرياضية
- بطولة العالم لسيارات السياحة

## بطولات حققها
- جائزة اليابان الكبرى 1989

## روابط خارجية
- أليساندرو نانيني على موقع Racing-Reference.info (الإنجليزية)
- أليساندرو نانيني على موقع DriverDB.com (الإنجليزية)
- أليساندرو نانيني على موقع eWRC-results.com (الإنجليزية)